# Субия, Оскар
Оскар Субия (исп. Joffre Oscar Zubía; род. 8 февраля 1946, Монтевидео) — уругвайский футболист, нападающий. Выступал в уругвайских клубах «Ривер Плейт» и «Пеньяроль», а также в эквадорском ЛДУ Кито. В составе сборной Уругвая бронзовый призёр чемпионата мира 1970 года. По окончании карьеры игрока работал тренером.

## Биография
Оскар Субия начал карьеру в клубе «Ривер Плейт» из Монтевидео в 1967 году. Уже через год он стал призываться в национальную команду Уругвая.
В 1970 году в составе сборной Уругвая он принял участие в чемпионате мира, где сыграл в двух матчах — против Италии и Швеции. Таким образом, Субия внёс свой вклад в завоевание «Селесте» бронзовых медалей мундиаля, которые даются команде, занявшей четвёртое место.
В том же 1970 году перешёл в состав гранда уругвайского и мирового футбола — «Пеньяроля». К сожалению, за три года, проведённых с «Карбонерос», крупных титулов Субия не добился.
Зубия провёл 15 матчей за сборную Уругвая с 1968 по 1971 год.
С 1972 года был игроком эквадорского ЛДУ Кито. Там он стал настоящей звездой и лидером на поле и многими местными специалистами признаётся в качестве величайшего игрока ЛДУ 1970-х годов. Дважды чемпион Эквадора — в 1974 и 1975 годах.
В 1979 годузакончил игровую карьеру. Долгие годы он руководил юношескими и молодёжными составами ЛДУ, а в сезоне 1997/98 возглавлял основную команду, выиграв чемпионат Эквадора 1998.
В настоящее время работает скаутом и тренером низших лиг в ЛДУ Кито

## Титулы
- Чемпион Эквадора (3): 1974, 1975 (как игрок), 1998 (как тренер)
- Бронзовый призёр чемпионата мира (1): 1970